# Joe Ingles
Joseph Howart "Joe" Ingles (Happy Valley, un suburbi d'Adelaida, a Austràlia, 2 d'octubre de 1987) és un jugador professional de bàsquet de nacionalitat australiana, que disposa també de passaport britànic. Juga en la posició d'aler pels Utah Jazz des del 2014 on va fer el seu debut oficial a la lliga regular a l'NBA. Allà hi va compartir vestuari amb el base català Ricky Rubio.

## Biografia
Ingles juga al bàsquet des dels 5 anys. Va ingressar en l'"Australian Institute of Sport", prestigiosa organització especialitzada en la formació de jugadors de bàsquet on també s'han format els millors representants del bàsquet aussie.
Després de completar la seva formació en l'esmentada institució, Ingles va fitxar pels South Dragons de Melbourne de la NBL australiana, on va romandre fins a mitjan 2009.
Va ser nomenat "Rookie" de l'any a la seva primera campanya a la NBL (2006-07), quan va anotar va amitjanar 18 punts i 8 assistències per partit. En el seu debut va aconseguir a més asseure una marca històrica al bàsquet australià anotar 29 punts la major anotació d'un jugador debutant en la NBL.
A l'estiu de 2009 després de participar en nombrosos 'workouts' amb franquícies NBA va acudir a la lliga d'estiu de Las Vegas on va disputar cinc partits amb els Golden State Warriors i on es va produir el contacte amb els representants del CB Granada: "Vaig tenir l'ocasió de conèixer personalment el senyor Aranda i em va causar una molt bona impressió amb el que em va explicar sobre els objectius de l'equip, la meva tasca dins d'ell i com seria la meva adaptació".
Després de militar durant la temporada 2009/10 i l'inici de la 2010/11 a les files del CB Granada, a mitjan novembre de 2010 es produí un acord entre el club andalús i el Regal FC Barcelona mitjançant el qual el jugador fitxava per aquest últim equip per suplir la baixa del lesionat Gianluca Basile. Després de tres temporades i mitja al Barça, va deixar l'equip el juny de 2013, i el juliol va fitxar per l'equip israelià del Maccabi Tel Aviv BC per dues temporades.

### Internacional
Va formar part de la selecció australiana que va disputar els Jocs Olímpics de Pequín 2008, amitjanant 4.8 punts, en els 9,4 minuts de mitjana de què va gaudir en els cinc partits en els quals va jugar, així com el Mundial de Turquia 2010.

## Clubs
- South Dragons de Melbourne
- CB Granada: 2009- 2010
- Regal FC Barcelona: 2010-2013
- Lliga d'estiu NBA: Golden State Warriors d'Oakland, Califòrnia
- Maccabi Tel Aviv BC: 2013-2014
- Utah Jazz: 2014-

## Mèrits individuals
- MVP de les jornades 14 i 20 de la Lliga ACB 2009/10.
- 2 Copes del Rei (2011 i 2013)
- 2 Lligues Endesa (2011 i 2012)